# Xerox Palo Alto Research Center
Xerox Palo Alto Research Center (Xerox PARC) è la più famosa divisione di ricerca della Xerox Corporation, con sede a Palo Alto (California), negli USA. Venne fondata nel 1970 ed è stata separata dalla compagnia madre nel 2002.

## Storia

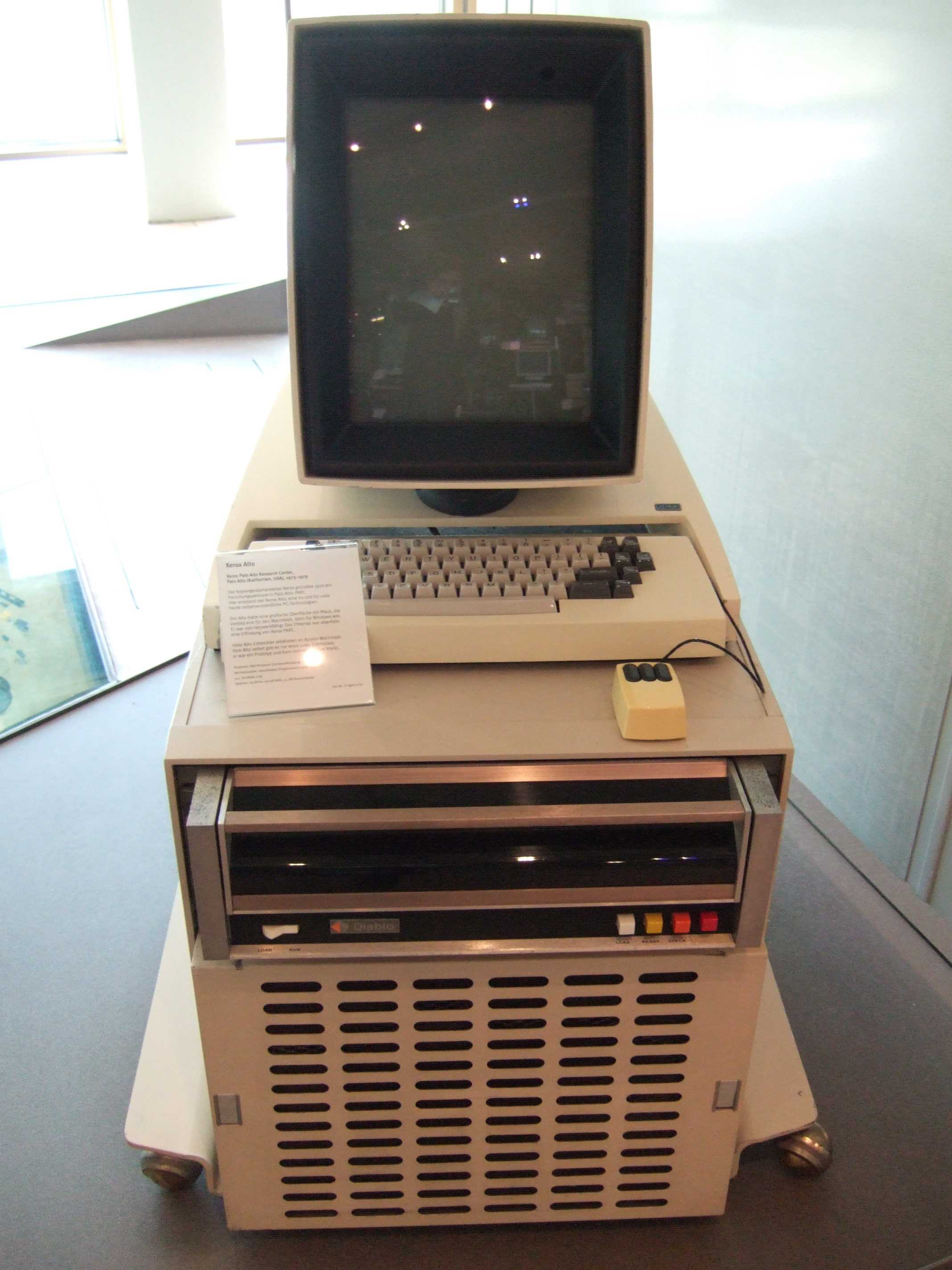
Xerox Alto

Logo Takamatsu del 1989

L'ubicazione del centro di ricerche è insolita, considerando che la sede centrale della Xerox si trova a più di 3.000 miglia da Palo Alto. Il PARC venne fondato da George Pake che ne fu anche il primo direttore. George Pake era un fisico specializzato nella risonanza magnetica nucleare. Nel 1969 lavorava presso la Washington University quando venne chiamato da Jack Goldman, responsabile capo dei progetti di ricerca della Xerox. Fu lo stesso Goldman a finanziare generosamente la creazione del secondo centro di ricerca della Xerox.
Xerox PARC è stato l'incubatore di molti componenti dei moderni computer, inclusi molti aspetti delle interfacce grafiche (GUI), il mouse (introdotto il 27 aprile 1981 con Xerox Star), programmi di composizione di testi WYSIWYG ("ottieni quello che vedi sullo schermo"), le stampanti laser, i computer desktop, il linguaggio Smalltalk, gli ambienti di sviluppo integrati, le reti Ethernet e i linguaggi di descrizione di pagina (precursori del PostScript).
Il PARC si distinse anche perché quattro suoi ricercatori vinsero il Premio Turing. I quattro ricercatori sono: Butler W. Lampson (1992), Alan Kay (2003), Charles P. Thacker (2009) e Robert Metcalfe (2022). Molti i riconoscimenti ottenuti anche per singoli prodotti: l'Association for Computing Machinery ha assegnato il Premio per il sistema software (Software System Award):
- allo Xerox Alto nel 1984;
- allo Smalltalk nel 1987.
- a InterLisp nel 1992;
- al Remote Procedure Call nel 1994.

Infine, Lampson, Kay, Robert Taylor e Charles Thacker hanno ricevuto dall'Accademia nazionale degli ingegneri il prestigioso premio «Charles Stark Draper» nel 2004 per il lavoro svolto durante lo sviluppo di Xerox Alto.
Xerox è stata aspramente criticata per l'incapacità di commercializzare le innovazioni sviluppate dal PARC. L'esempio più famoso è il progetto dell'interfaccia grafica utente sviluppato dal PARC e commercializzato (dalla Xerox Systems Development Division) come Xerox Star. Che sia stato un fallimento è evidenziato dal fatto che furono vendute solo 25.000 unità mentre i sistemi Apple Macintosh commercializzati dalla Apple vendettero milioni di unità e fecero la fortuna della società. È singolare notare che il sistema Lisa e successivamente Macintosh sono derivati dai sistemi sviluppati dal PARC. Infatti il cofondatore dell'Apple Steve Jobs decise di lanciarsi nel progetto di un'interfaccia grafica dopo una visita al PARC nel 1979, autorizzata dalla Xerox.
La divisione capitale di rischio della Xerox desiderava investire in Apple, Steve Jobs allora propose a Xerox di investire un milione di dollari in Apple e in cambio, di permetter loro di vedere le sperimentazioni condotte al PARC. La Xerox accettò di mostrare alla Apple la sua nuova tecnologia e in cambio ottenne di acquistare centomila azioni a circa dieci dollari l'una. La Xerox autorizzando Jobs a visitare i laboratori fece un regalo straordinario all'Apple (anche per questo molti ingegneri furono fin dall'inizio contrari alla visita di Jobs).
La tecnologia del PARC ha forgiato molti degli standard e dei paradigmi che sono alla base della moderna industria dell'informatica e pur essendo passati più di vent'anni sono ancora attuali. Per esempio, nonostante la molta ricerca, attualmente l'interfaccia grafica migliore è quella basata sulla metafora della scrivania sviluppata al PARC. Le interfacce grafiche tridimensionali non hanno mai convinto e, probabilmente, non avranno possibilità di imporsi fino a quando non appariranno display tridimensionali.
È una leggenda che i manager della Xerox non furono mai in grado di comprendere le innovazioni prodotte dal PARC. I manager compresero l'importanza di innovazioni come la stampante laser ed altre innovazioni non strettamente legate all'industria del computer. Le maggiori critiche si concentrano quindi sulle ricerche riguardanti lo studio dei materiali. I laboratori PARC ospitarono i pionieri delle tecnologie degli schermi a cristalli liquidi e dei dischi ottici, ma i dirigenti non seppero riconoscere le potenzialità di queste tecnologie e quindi non le finanziarono adeguatamente.
Il lavoro del PARC dei primi anni ottanta è stato spesso trascurato, ma nei laboratori PARC furono studiate tecnologie importanti, come i computer pervasivi e molti aspetti della programmazione orientata agli oggetti.
Il 4 gennaio 2002, PARC è stato scorporato dalla Xerox e reso una compagnia indipendente.